# Epiretinalna membrana
Bolest epiretinalnih membrana je bolest oka koja nastaje kao odgovor oka na promjene u staklovini ili rjeđe, u dijabetesu. Bolest je poznata i kao makularno nabiranje macular pucker. Ponekad, kao rezultat imunog odgovora da bi se zaštitila retina, makularne stanice se postupno približavaju kako staklovina stari i povlači se prema unutra[[stražnja ablacija staklovine- posterior vitreous detachment] (PVD). PVD može uzrokovati mala oštećenja retine, stimulirajući eksudativni, upalni i leukocitni odgovor. Ove stanice mogu postepeno formirati prozirni sloj i, kao i sva ožiljna tkiva, kontrahirati se i dovesti do ispupčenja i nabiranja makule (e.g. macular pucker), ili čak uzrokovati oticanje makule tj. makularni edemMacular edema. Ove promjene rezultiraju poremećajima vida koje se očituju bočnim uvijanjem i zamagljivanjem slike kad se gledaju karte s pravilnim mrežastim uzorcima tj.  Amslerove karte) koje služe za ispitivanje makularnog područja, točnije centralnih 10 stupnjeva mrežnice. Obično te promjene ispočetka zahvaćaju samo jedno oko pa ta izobličenja vida mogu rezultirati dvoslikama.Zbog pojave izobličenja vida može se dogoditi da se krivo procjenjuje veličina pojedinih objekata, obično se čine većimamacropsia), osobito u centralnom dijelu vidnog polja, gdje se stvara lokalizirano polje aniseikonia koje ne može biti ispravljeno optičkim pomagalima.  Ipak parcijalne korekcije često mogu poboljšati binokularni vid. U osoba mlađih od 50 godina ,ove stanice se ponekad same raspadnu, ali u većine bolesnika (starijih preko 60 godina) je ovo stanje nepromjenjivo. Fotoreceptorske stanice, čunjići i štapići, koji se nalaze ispod epiretinalnih membrana, obično nisu zahvaćene osim ako membrane ne postanu znatno deblje i tvrđe, tako da obično ne nalazimo u ovih bolesnika makularnu degeneraciju.

## Kirurško liječenje epiretinalnih membrana
Kirurzi mogu odstraniti ili odljuštiti membrane kroz skleru i poboljšati vid za 2 ili više Snellenovih linija. Obično se i staklovina zamijeni u isto vrijeme s bistrom tekućinom, u [vitrektomiji]]. Kirurško liječenje se obično ne preporučuje osim ako su poremećaji i izobličenja vida toliko teški da utječu na normalan život, jer može doći do uobičajenih kirurških komplikacija kao što su infekcije i moguća retinalna ablacija. Nešto češća komplikacija je povećani intraokularni tlak,krvarenje u oko i katarakta,koja je zapravo najčešća komplikacija vitrektomija. Mnogi pacijenti će razviti kataraktu unutar nekoliko godina nakon operacije. Zapravo, ponekad vidna izobličenja i dvoslike uzrokovana kataraktom se mogu zamijeniti s epiretinalnim membranama.

## Prevencija
Ne postoje dokazi da se bolest može spriječiti jer se radi o prirodnom odgovoru na promjene u staklovini koje se događaju svima prilikom starenja. Potrebno je naglasiti da je izračunato da se stražnja ablacija staklovine PVD javlja u više od 75 posto populacije iznad 65 godina, da je PVD primarno neopasno stanje premda s nekim uznemiravajućim simptomima i da normalno ne ugrožava vid. Međutim, kako se čini da su epiretinalne membrane zaštitni odgovor na PVD, gdje dolazi do upale, eksudacije i formiranja ožiljaka, moguće je da NSAIR mogu smanjiti upalni odgovore,tako da uzimanje NSAIR može pomoći. Obično bljeskovi i pojava lelujanja vida nagovješćuju da je došlo do promjena u staklovini puno prije nego što se formiraju epiretinalne membrane.

## Znanstvena podloga
Ovu očnu patologiju je prvi put opisao Iwanoff 1865 godine,i pokazalo se da se javlja u 7%  populacije. Češće se javlja u starijoj populaciji gdje posmrtne studije pokazuju da su prisutne u 2% populacije starije od 50 godina i 20%  populacije starije od 70 godina.
Porijeklo stanica u epiretinalnim membranama (ERM) uiključuje glijalne stanice, retinalne pigmentne epitelijalne (RPE) stanice, macrofage, fibrocite, i kolagen. Ove stanice su nađene u različitim omjerima. One koje su nađene u retinalnim odvajanjima i cryopexy najviše uključuju raspršene RPE stanice, dok glija stanice prevladavaju u idiopatskim patologijama. Laminociti su glavni tip stanica u idiopatskim ERM. Te stanice su često nađene u malim postocima u očima zahvaćenima PVD. Prisutnost retinalnih pigmentnih stanica ukazuju na proliferativnu retinopatiju i jedine su viđene u društvu s retinalnim odvajanjem ili rascjepom.
Incidencija udruženih PVD varira između 75-93%, and PVD je prisutno u prividno svim očima s retinalnim prekidima ili odvajanjima i posljedičnim ERM formacijama. PVD može dovesti do retinalnog prekida koji može osloboditi RPE stanice koje iniciraju stvaranje membrana.Mali prekidi u unutarnjoj graničnoj membrani ILM nakon PVD također mogu omogućiti ulazak retinalnim astrocitima u unutrašnjost staklovine gdje mogu posljedično proliferirati. Mnogo ERM također imaju ILM fragmente koji se mogu odljuštiti zasebnoKonačno,krvarenja u staklovinu, upala, ili oboje udružene s PVD također mogu stimulirati nastajanje ERM formacija.
Oba spola su, čini se, jednako zahvaćena.